# Skära villan

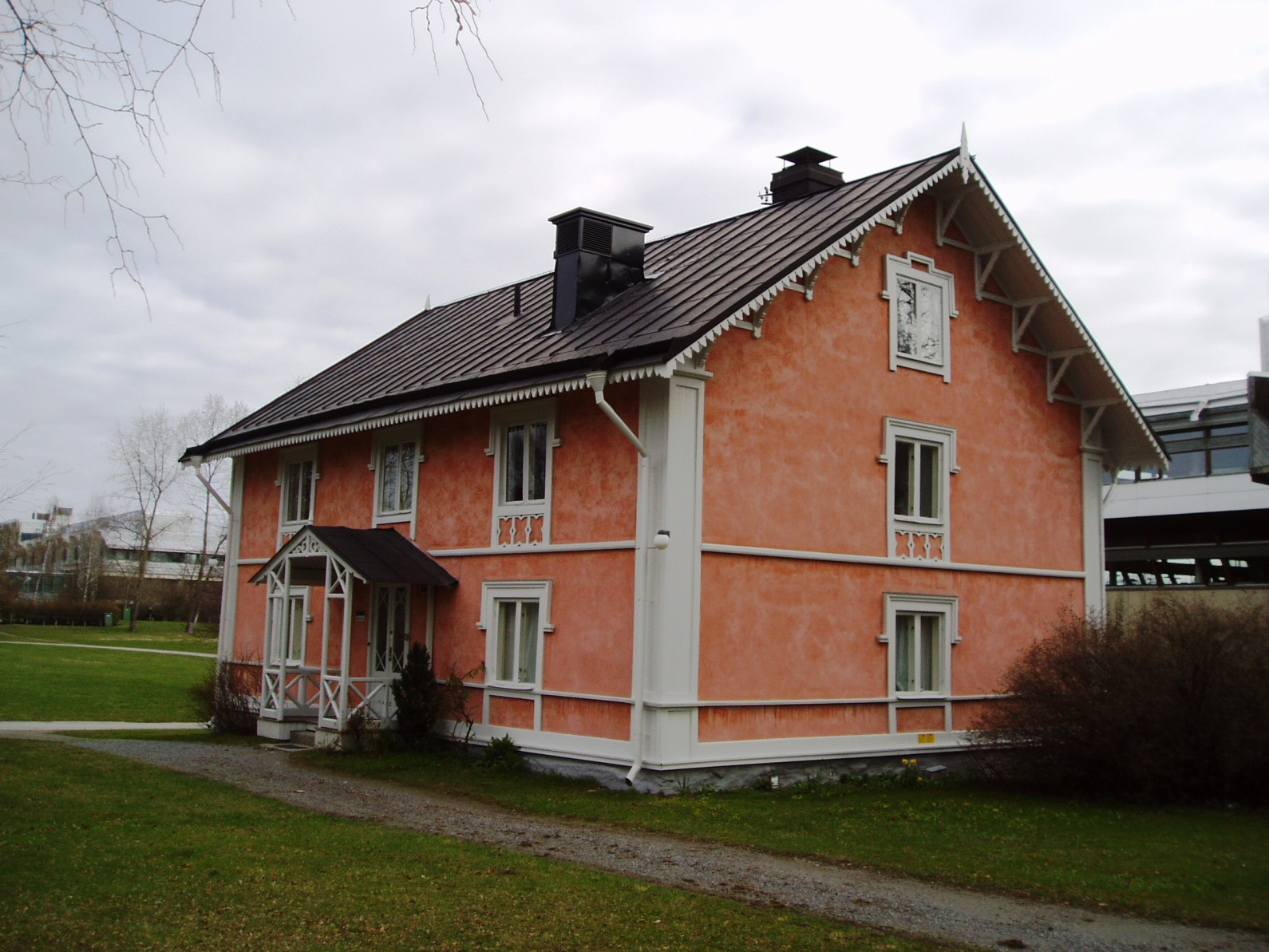
Villa Skära

Skära villan är den äldsta byggnaden på Stockholms universitets campus i Frescati. 

## Historik
Skära villan, eller Östra flygeln som huset då kallades, byggdes år 1817 för arbetarna som byggde upp Lantbruksakademiens nya försöksanläggning på Experimentalfältet.
Under 1860-talet byggdes huset om efter ritningar av arkitekten Carl Stål i tidens mode, schweizerstilen. Verandan och de lövsågade utsmyckningarna som pryder tak fönster är resultat av denna ombyggnad. Villan gjordes om till bostad för Experimentalfältets förman.
När universitetet installerade sig på området i början av 1970-talet var Skära villan i dåligt skick, och 1982 renoverades huset. Trots att man sade sig vilja återskapa 1860-talsutseendet togs inte den överputsade träpanelen fram. 1989 bestämde Stockholms stadsmuseum att Skära villan skulle bli byggnadsminne. Huset blev ”blåmärkt”, vilket är den högsta skyddsklassen.